# Джеймс Вісневскі
Джеймс Джозеф Вісневскі (англ. James Joseph Wisniewski; 21 лютого 1984, Кантон, Мічиган, США) — американський хокеїст, захисник. Виступає за «Анагайм Дакс» у Національній хокейній лізі.
Виступав за «Плімут Вейлерс» (ОХЛ), «Норфолк Адміралс» (АХЛ), «Чикаго Блекгокс», «Рокфорд АйсГогс» (АХЛ), «Анагайм Дакс», «Нью-Йорк Айлендерс», «Монреаль Канадієнс», «Колумбус Блю-Джекетс».
В чемпіонатах НХЛ — 551 матч (53+221), у турнірах Кубка Стенлі — 24 матчі (1+6).
У складі національної збірної США учасник чемпіонату світу 2008 (6 матчів, 1+2). У складі молодіжної збірної США учасник чемпіонатів світу 2003 і 2004. У складі юніорської збірної США учасник чемпіонату світу 2002.
Досягнення
- Переможець молодіжного чемпіонату світу (2004)
- Переможець юніорського чемпіонату світу (2002)

Нагороди
- Нагорода Макса Камінскі (2004) — найвизначніший захисник ОХЛ